# خشخاش ألبي

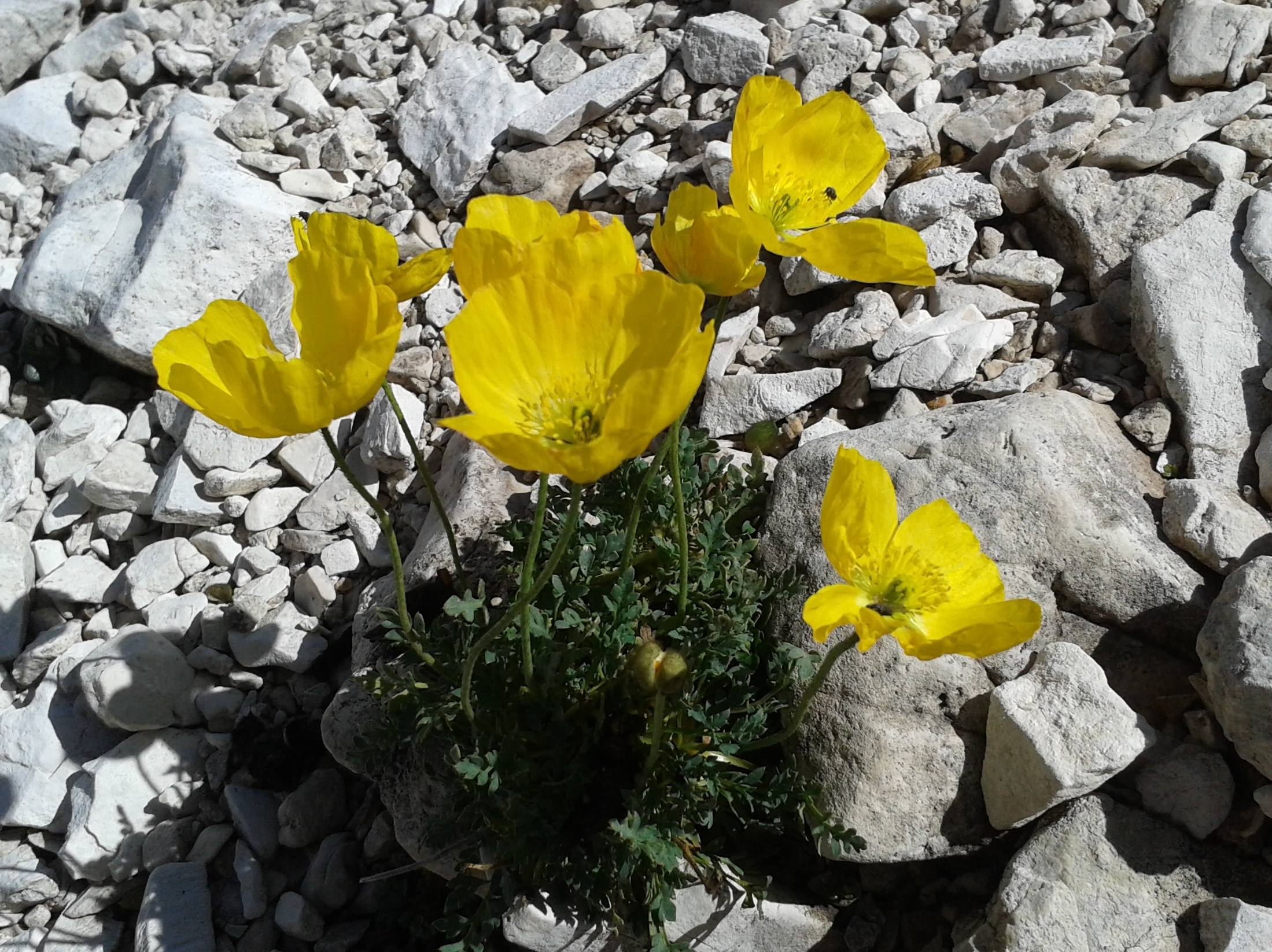
Papaver alpinum

الخشخاش الألبي هو نوع نباتي ينتمي إلى جنس الخشخاش في الفصيلة الخشخاشية.

## الموئل والانتشار
موطن هذا النوع جبال الألب. وتجد منه عدة نويعات.

## الوصف النباتي
النبات وريدة معمرة.